# Brownfield (Texas)
Brownfield es una ciudad ubicada en el condado de Terry en el estado estadounidense de Texas. En el Censo de 2010 tenía una población de 9.657 habitantes y una densidad poblacional de 569,16 personas por km².

## Geografía
Brownfield se encuentra ubicada en las coordenadas 33°10′32″N 102°16′24″O / 33.17556, -102.27333. Según la Oficina del Censo de los Estados Unidos, Brownfield tiene una superficie total de 16.97 km², de la cual 16.87 km² corresponden a tierra firme y (0.6%) 0.1 km² es agua.

## Demografía
Según el censo de 2010, había 9.657 personas residiendo en Brownfield. La densidad de población era de 569,16 hab./km². De los 9.657 habitantes, Brownfield estaba compuesto por el 79.64% blancos, el 5.99% eran afroamericanos, el 0.71% eran amerindios, el 0.22% eran asiáticos, el 0% eran isleños del Pacífico, el 10.76% eran de otras razas y el 2.68% pertenecían a dos o más razas. Del total de la población el 51.88% eran hispanos o latinos de cualquier raza.